# Paruzelia psyllomorpha
Paruzelia psyllomorpha är en insektsart som beskrevs av Melichar 1903. Paruzelia psyllomorpha ingår i släktet Paruzelia och familjen Tropiduchidae. Inga underarter finns listade i Catalogue of Life.